# História da Igreja Católica no Japão
A história da Igreja Católica no Japão se inicia com o contato com os europeus, que apesar da chegada dos portugueses ao Japão ocorrer em 1543, as atividades missionárias iniciaram-se de fato em 1549, realizadas por jesuítas ao abrigo do Padroado. De início tiveram um enorme sucesso, estabelecendo várias congregações. Mais tarde, sob o patrocínio espanhol, chegaram ao Japão as ordens mendicantes  dos franciscanos e dominicanos. Dos 95 jesuítas que trabalharam no Japão até 1600, 57 eram portugueses, 20 eram espanhóis e 18 italianos. Francisco Xavier, Cosme de Torres e o Padre João Fernandes foram os primeiros a chegar a Kagoshima na esperança de levar o cristianismo e o catolicismo para o Japão. Estima-se que no seu auge tenha chegado a haver cerca de 300 mil cristãos no Japão. Mas a intromissão estrangeira em um país em fase de unificação incomodou as autoridades locais, logo o catolicismo foi progressivamente reprimido em várias partes do país até ser proibido após a Rebelião de Shimabara, entre 1637 e 1638 passando a ser celebrado em segredo na clandestinidade pelos chamados kakure kirishitan (隠れキリシタン, "cristão escondido"). Em 1859, quando chegaram ao Japão, missionários franceses descobriram que cerca de 60 mil japoneses praticavam o cristianismo na clandestinidade. As comunidades kakure kirishitan existem até hoje.

## Propagação
A religião era uma influência direta dos portugueses, cujo primeiro contato com os japoneses tinha sido em Kyushu, onde aportaram em 1543, na cidade de Tanegashima. E o porto de Nagasaki, na parte oeste da mesma ilha, foi a principal porta de entrada de embarcações vindas de Portugal entre os séculos 16 e 17. Em princípio, isso não afetava o poder central. Oda Nobunaga, que governou o Japão de 1567 a 1582, chegou até a incentivar o trabalho dos jesuítas para enfraquecer a influência dos monges budistas, com quem disputava poder político.
Os jesuítas converteram vários daimiôs, que em breve foram seguidos por muitos de seus súditos com os quais os dominicanos e agostinianos foram capazes de começar a pregar.
Mas o ideal de igualdade pregado pelo cristianismo começou a confrontar com os hierarquia imposta pelo xogum.

## Termos para os cristãos
A palavra moderna para o cristianismo é kirisuto kyo キリスト教. Kirishitan (吉利支丹, 切支丹, 鬼利死丹, キリシタン), do português cristão, é a transcrição do termo japonês para nomear os cristãos católicos no Japão e é usado na historiografia em textos japoneses para referir especificamente os católicos no Japão durante os séculos XVI e XVII. Os missionários cristãos eram conhecidos como bateren (do português, "padre") ou iruman (do português, "irmão"). Ambas as transcrições 切 支 丹 e 鬼 利 死 丹 entraram em uso no Período Edo, quando o cristianismo foi uma religião proibida e os caráteres kanji utilizados têm conotações negativas.

## Toyotomi Hideyoshi e os daimiôs cristãos

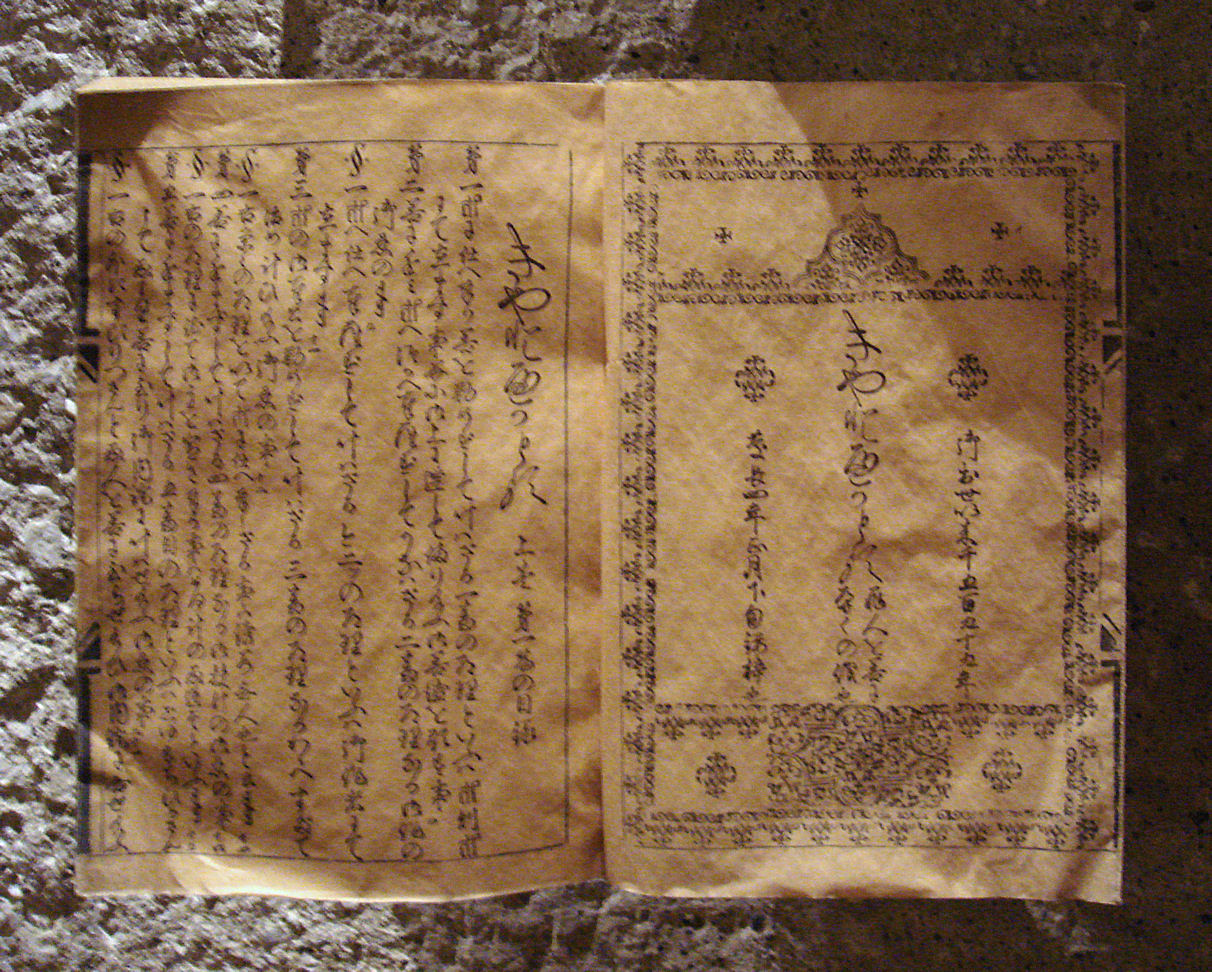
Livro kirishitan em japonês do século XVI

A situação mudou quando Toyotomi Hideyoshi reunificou o Japão. Uma vez que ele se tornou o governante do Japão, Hideyoshi começou a dar atenção para as ameaças externas, especialmente a expansão do poder europeu na Ásia Oriental. O ponto de virada para as missões católicas foi o incidente San Felipe, onde, tendo ficado sem leme, devido à tempestade, a nau encalhou e começou a afundar. A tripulação e os passageiros, missionários franciscanos vindos das Filipinas, foram salvos em pequenos barcos. Houve tempo também para retirar a carga, constituída de preciosos tecidos de seda. Hideyoshi enviou um agente governamental para inspecionar e avaliar essas mercadorias. Este retornou com duas informações. A primeira, bem objetiva: o valor da carga era suficiente para revigorar as esgotadas finanças do ditador. A segunda, de fonte bastante duvidosa: o piloto da nave lhe teria confidenciado que, nas conquistas espanholas, a pregação missionária precedia e preparava o terreno para a invasão militar. Estas alegações feitas foram suficientes para Hideyoshi suspeitar da religião estrangeira.
Ele tentou frear o catolicismo enquanto mantinha boas relações comerciais com Portugal e Espanha, que poderiam ter prestado apoio militar a Dom Justo Takayama, um daimiô cristão no oeste do Japão. Muitos daimiôs converteram-se ao cristianismo, a fim de ganhar acesso mais favorável ao nitrato de potássio, usado para fazer pólvora. Entre 1553 e 1620, oitenta e seis daimiôs foram oficialmente batizados, e muitos mais foram simpáticos para os cristãos.
Em contraste com os jesuítas, os dominicanos, franciscanos e agostinianos estavam pregando abertamente a pessoas comuns, o que em Hideyoshi causou preocupação de que surgissem plebeus religiosamente leais e perigosos, como na seita Ikkō-ikki de anos anteriores.

## Expansão
A maioria dos cristãos japoneses viviam em Kyushu, mas cristianização não foi um fenômeno regional e teve um impacto nacional. Até o final do século XVI era possível encontrar pessoas batizadas em praticamente todas as províncias do Japão, muitos deles organizados em comunidades.
Em junho de 1592, Hideyoshi invadiu a Coreia, entre seus principais generais estava o daimiô cristão Konishi Yukinaga. As ações de suas forças no massacre e escravização de muitos do povo coreano eram indistinguíveis das forças japonesas não-cristãs que participaram da invasão. Após a morte de Hideyoshi e derrota de Konishi na batalha de Sekigahara, Konishi baseado em sua crença cristã se recusou a cometer seppuku e em vez de tirar a própria vida, ele preferiu ser capturado e foi executado.
As missões japonesas eram economicamente auto-suficientes. A irmandade cresceu em número, para mais de 100 em 1585 e 150 em 1609. Controlada pela elite de Nagasaki, e não por portugueses, tinha dois hospitais (um para leprosos) e uma grande igreja. Até 1606, já existia uma ordem religiosa feminina chamada Miyako no Bikuni (freiras de Quioto) que aceitavam coreanas como Marina Pak, batizada em Nagasaki.

## Resposta de Tokugawa

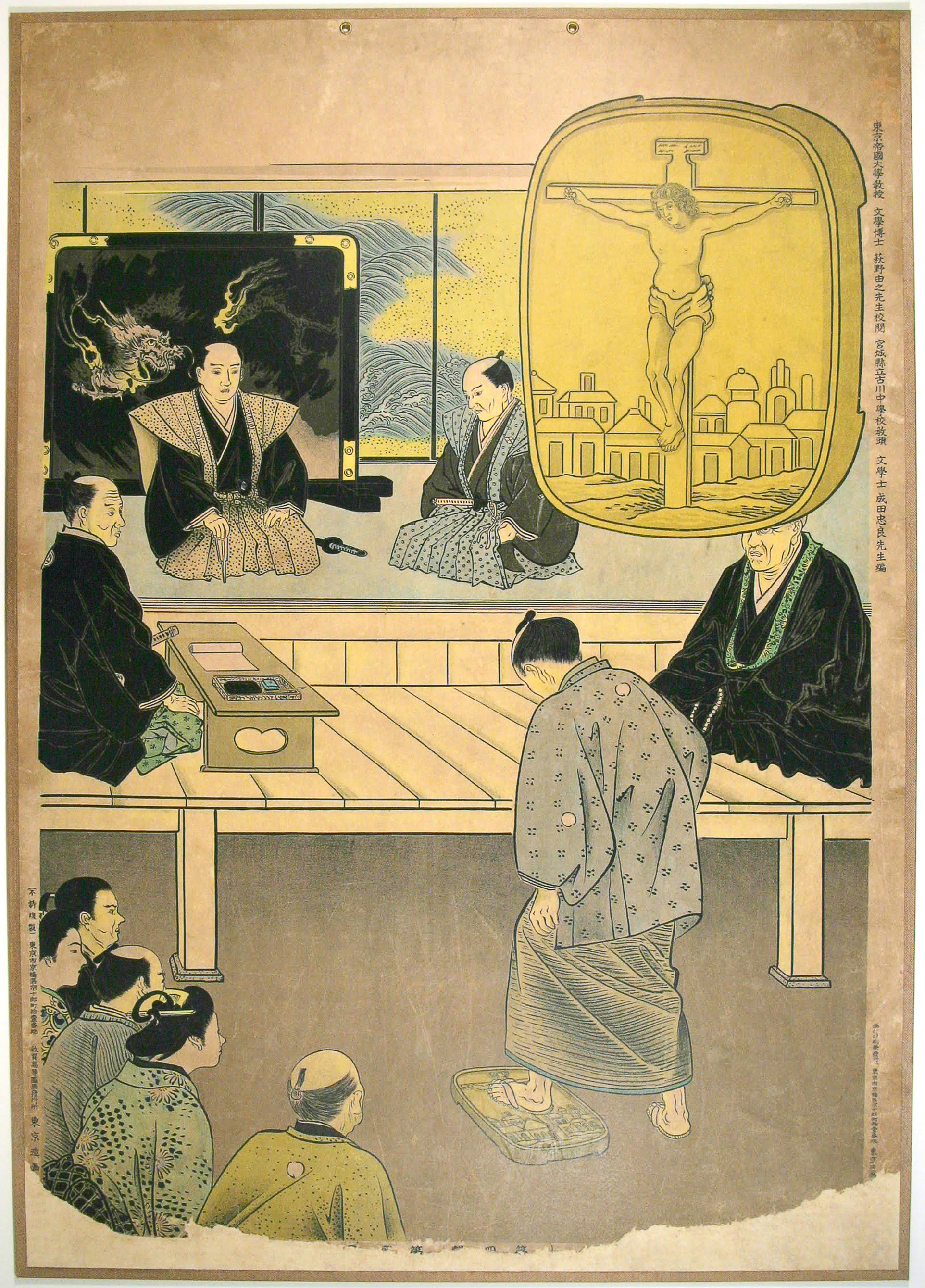
Fumi-e para expor cristãos pelo xogunato Tokugawa

Após a morte de Toyotomi, as pressões diminuíram. No entanto, Tokugawa Ieyasu, que fundou o  grande xogunato Tokugawa, começou a ver os missionários estrangeiros como uma ameaça à estabilidade política e proibiu os kirishitans e ordenou que os missionários fossem expulsos. Tokugawa acusava os padres de obedeceram ao papa de Roma antes de obedecerem às suas próprias leis, de brigarem entre si e de dominarem o comércio, favorecendo as nações portuguesa e espanhola, cujas frotas, com base em Manila e Macau, o amedrontava.
Na declaração sobre a "expulsão de todos os missionários do Japão", elaborado pelo monge zen Konchiin Suden e publicado em 1614 sob o nome do segundo xogum, Tokugawa Hidetada que governou de 1605 até 1623, foi considerada a primeira declaração oficial  e completa de proibição dos kirishitans. No mesmo ano, o bakufu exigiu que todos os indivíduos de todos os domínios se registrassem em seu templo budista local, o que viria a ser uma exigência anual em 1666, consolidando os templos budistas, como instrumento de controle do Estado. Torturas físicas e psicológicas foram usadas contra os cristãos. As autoridades criaram o fumiê, que consistia em obrigar os cristãos a pisarem na imagem de Cristo ou da Virgem, apostatando-se de sua fé.
Em meados do século XVII, o xogunato exigiu a expulsão de todos os missionários europeus e a execução de todos os convertidos. Isto marcou o fim do cristianismo aberto no Japão. O bakufu colocou boletins de âmbito nacional, nos cruzamentos e pontes, as quais continham advertências severas contra o cristianismo.

## Visão cristã da história Kirishitan
Nos tempos modernos, um instituto japonês cristão afirma que há provas suficientes para arqueológicos sugerirem que Nestorianos (Igreja Assíria) foram os primeiros missionários que desembarcam no Japão em 199, acredita-se que viajaram pela Índia, China e Coreia antes da Dinastia Tang. Estima que as primeiras igrejas foram plenamente estabelecida no final século IV, especialmente em Nara, no Japão central.

## Redescoberta e regresso
Mais tarde foi revelado que dezenas de milhares de Kirishitan ainda sobreviviam em algumas regiões perto de Nagasaki. Alguns retornaram oficialmente à Igreja Católica Apostólica Romana. Outros permaneciam fora da Igreja Católica e tinham permanecido como Kakure Kirishitan, mantendo suas próprias crenças tradicionais e seus descendentes  afirmar que mantem a religião com os costumes dos seus antepassados. No entanto, tornou-se difícil para eles manter a sua comunidade e rituais, já que houve aqueles que se convertido ao budismo ou xintoísta, eventualmente. Quando João Paulo II visitou Nagasaki em 1981, ele batizou alguns jovens de famílias Kakure Kirishitan, uma ocorrência rara. Segundo Dr. Gary G. Kohls, o ataque nuclear derrubou o cristianismo no Japão ao ponto dele nunca mais se recuperar destruindo a maior cidade cristã japonesa.